# Miagrammopes alboguttatus
Miagrammopes alboguttatus es una especie de araña araneomorfa del género Miagrammopes, familia Uloboridae. Fue descrita científicamente por Cambridge en 1902.
Habita desde Guatemala hasta Panamá.